# Aïn Tallout (distrito)
Aïn Tallout é um distrito localizado na província de Tremecém, no noroeste da Argélia. Em 2008, sua população era de 16 990 habitantes.